# Wilfried von Bredow

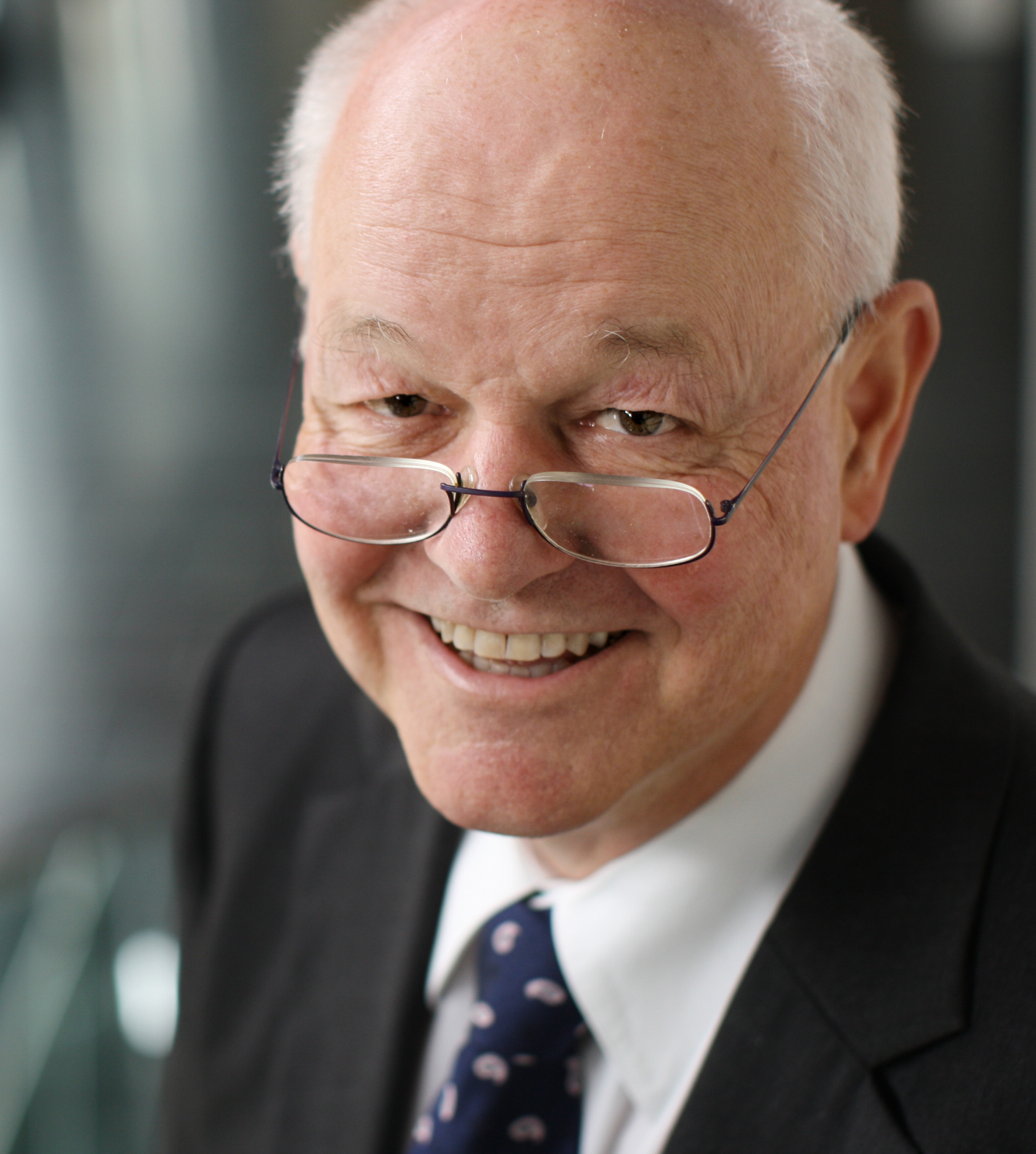
Wilfried von Bredow (2008)

Wilfried Freiherr von Bredow (* 2. Januar 1944 in Heinrichsdorf, Pommern) ist ein deutscher Politikwissenschaftler. Er war von 1972 bis 2009 Professor für Politikwissenschaft an der Philipps-Universität Marburg.

## Werdegang
Von Bredow wurde 1944 in Heinrichsdorf im Kreis Neustettin (Hinterpommern) geboren. Seine Eltern waren der Forstmeister Hans-Christoph Freiherr von Bredow und die Journalistin Anja, geborene von Oettingen. Am Ende des Zweiten Weltkrieges floh die Familie vor der heranrückenden Roten Armee nach Niedersachsen. Von 1950 bis 1953 besuchte er die Grundschule in Schwicheldt, von 1953 bis 1954 das Gymnasium in Peine und ab 1954 das neusprachliche Geschwister-Scholl-Gymnasium Düsseldorf, wo er im Frühjahr 1962 das Abitur ablegte.
Nach seinem Wehrdienst von 1962 bis 1964 studierte von Bredow Politikwissenschaft, Soziologie und Literaturgeschichte an der Rheinischen Friedrich-Wilhelms-Universität Bonn und der Universität zu Köln. 1969 wurde er in Bonn mit einer Arbeit zum Primat militärischen Denkens bei Karl Dietrich Bracher zum Dr. phil. promoviert. Danach war er wissenschaftlicher Mitarbeiter am Bonner Seminar für Politische Wissenschaft.
Von 1972 bis 2009 war von Bredow Professor für Politikwissenschaft in Marburg, zusätzlich von 1975 bis 1977 Vizepräsident dieser Universität. Schwerpunkte seiner Arbeit sind „Militär in der Demokratie“, deutsche Außen- und Sicherheitspolitik und politische Ideengeschichte. Zu seinen akademischen Schülern gehören u. a. Johannes M. Becker, Florian T. Furtak, Helmut Hubel, Thomas Jäger, Gerhard Kümmel, Sabine Lemke-Müller, Thomas Noetzel und Wolfgang Schmidt.
In den 1970er Jahren wurde er Mitglied des Arbeitskreises Militär und Sozialwissenschaften (AMS). 1977/78 war er Research fellow am St Antony’s College der University of Oxford. 1987/88 war er Visiting Professor for German and European Studies am Centre for International Studies der University of Toronto. 1991 und 1994/95 übernahm er eine Gastprofessur am Department of Political Studies der University of Saskatchewan in Saskatoon. Von 1997 bis 1999 war er Vizepräsident und von 1999 bis 2001 Präsident der Gesellschaft für Kanada-Studien (GKS). 2008/09 war er Senior Fellow am Alfried Krupp Wissenschaftskolleg Greifswald. 2009 war er Gastprofessur am Institute of European Studies der Nanhua University in Chiayi, Taiwan. 2011 war er DAAD-Gastdozent am Centre of Comparative Literature und am Department of Political Science der University of Toronto in Kanada.
Von 1981 bis 1986 war er Mitglied des Beirats der Friedrich-Naumann-Stiftung.
Von 2011 bis 2019 war er Faculty-Mitglied der Geneva Graduate School of Governance (GGSG).
Des Weiteren ist von Bredow Rezensent von Kinderbüchern in der FAZ und selbst Autor des Kinderbuches Lola rast und andere schreckliche Geschichten.
Er ist verheiratet und Vater eines Kindes.

## Auszeichnungen
- 1994: Diefenbaker Award des Canada Council.
- 1999: Ehrendoktorwürde durch die Wilfrid Laurier University in Waterloo, Ontario.

## Schriften (Auswahl)
Monografien
- Der Primat militärischen Denkens. Die Bundeswehr und das Problem der okkupierten Öffentlichkeit (= Sammlung junge Wissenschaft). Pahl-Rugenstein, Köln 1969.
- Vom Antagonismus zur Konvergenz? Studien zum Ost-West-Problem. Metzner, Frankfurt am Main 1972, ISBN 3-7875-5227-8.
- Die unbewältigte Bundeswehr. Zur Perfektionierung eines Anachronismus (= Fischer-Taschenbücher. Bd. 1353). Fischer, Frankfurt am Main 1973, ISBN 3-436-01684-5.
- Die Zukunft der Entspannung (= Kleine Bibliothek. Bd. 165). Pahl-Rugenstein, Köln 1979, ISBN 3-7609-0468-8.
- mit Hans-Friedrich Foltin: Zwiespältige Zufluchten. Zur Renaissance des Heimatgefühls. Dietz, Berlin u. a. 1981, ISBN 3-8012-0062-0.
- mit Rudolf Horst Brocke: Einführung in die internationalen Wirtschaftsbeziehungen (= Urban-Taschenbücher. Bd. 331). Kohlhammer, Stuttgart u. a. 1981, ISBN 3-17-007098-3.
- Moderner Militarismus. Analyse und Kritik. Kohlhammer, Stuttgart u. a. 1983, ISBN 3-17-007947-6.
- Deutschland – ein Provisorium?. Siedler, Berlin 1985, ISBN 3-88680-175-6.
- mit Rudolf Horst Brocke: Krise und Protest. Ursprünge und Elemente westeuropäischer Friedensbewegungen.  Westdeutscher Verlag, Opladen 1987, ISBN 3-531-11872-2.
- mit Thomas Noetzel: Befreite Sexualität?. Streifzüge durch die Sittengeschichte seit der Aufklärung. Junius, Hamburg 1990, ISBN 3-88506-175-9.
- mit Thomas Noetzel: Politische Theorie für das 19. Jahrhundert. Daedalus-Verlag, Münster 1991 ff.

- Teil 1: Lehren des Abgrunds. 1991, ISBN 3-89126-041-5.
- Teil 2: Luftbrücken. 1993, ISBN 3-89126-048-2.
- Teil 3: Zombies. 1996, ISBN 3-89126-056-3.

- Der KSZE-Prozeß. Von der Zähmung zur Auflösung des Ost-West-Konflikts. Wissenschaftliche Buchgesellschaft, Darmstadt 1992.
- mit Thomas Jäger: Neue deutsche Außenpolitik. Nationale Interessen in internationalen Beziehungen. Leske und Budrich, Opladen 1993, ISBN 3-8100-1017-0.
- Turbulente Welt-Ordnung. Internationale Politik am Ende des 20. Jahrhunderts. Kohlhammer, Stuttgart u. a. 1994, ISBN 3-17-013129-X.
- Die Zukunft der Bundeswehr. Gesellschaft und Streitkräfte im Wandel (= Analysen. Bd. 45). Leske und Budrich, Opladen 1995, ISBN 3-8100-1255-6.
- Tückische Geschichte. Kollektive Erinnerung an den Holocaust. Kohlhammer, Stuttgart u. a. 1996, ISBN 3-17-014003-5.
- Demokratie und Streitkräfte. Militär, Staat und Gesellschaft in der Bundesrepublik Deutschland. Westdeutscher Verlag, Wiesbaden 2000, ISBN 3-531-13547-3.
- Militär und Demokratie in Deutschland. Eine Einführung (= Studienbücher Außenpolitik und internationale Beziehungen). VS Verlag für Sozialwissenschaften, Wiesbaden 2008, ISBN 978-3-531-15712-2.
- Die Außenpolitik der Bundesrepublik Deutschland. Eine Einführung (= Studienbücher Außenpolitik und internationale Beziehungen). 2. aktualisierte und erweiterte Auflage, VS Verlag für Sozialwissenschaften,  Wiesbaden 2008, ISBN 978-3-531-16159-4.
- mit Thomas Noetzel: Politische Urteilskraft. VS Verlag für Sozialwissenschaften, Wiesbaden 2009, ISBN 978-3-531-15978-2.
- Grenzen. Eine Geschichte des Zusammenlebens vom Limes bis Schengen. Theiss, Darmstadt 2014, ISBN 978-3-8062-2894-6.
- Sicherheit, Sicherheitspolitik und Militär. Deutschland seit der Vereinigung (= Grundwissen Politik). Springer VS, Wiesbaden 2015, ISBN 978-3-658-05332-1.
- Die Geschichte der Bundeswehr. Palm Verlag, Berlin 2017, ISBN 978-3-944594-64-4.
- Armee ohne Auftrag. Die Bundeswehr und die deutsche Sicherheitspolitik, Orell Füssli, Zürich 2021, ISBN 978-3-280-05728-5.
- Die Bundeswehr. Von der Gründung bis zur Zeitenwende. BeBra, Berlin 2023, ISBN 978-3-89809-212-8.
- Kriege im 21. Jahrhundert. Wie heute militärische Konflikte geführt werden. BeBra, Berlin 2024, ISBN 978-3-89809-235-7.

Herausgeberschaften
- Entscheidung des Gewissens. Kriegsdienstverweigerer heute (= Kleine Bibliothek. Bd. 15). 2. Auflage (Sonderausgabe), Pahl-Rugenstein, Köln 1971, ISBN 3-7609-0043-7.
- US-Kriegführung in Vietnam. Neue Dokumente und Materialien (= Hefte zu politischen Gegenwartsfragen. Bd. 5). Pahl-Rugenstein, Köln 1972, ISBN 3-7609-0073-9.
- Zum Charakter internationaler Konflikte. Studien aus West- und Osteuropa (= Kleine Bibliothek. Bd. 34). Pahl-Rugenstein, Köln 1973, ISBN 3-7609-0087-9.
- Ökonomische und soziale Folgen der Abrüstung. Texte aus West- und Osteuropa (= Kleine Bibliothek. Bd. 46). Pahl-Rugenstein, Köln 1974, ISBN 3-7609-0116-6.
- mit Rolf Zurek: Film und Gesellschaft in Deutschland. Dokumente und Materialien (= Reader). Hoffmann und Campe, Hamburg 1975, ISBN 3-455-09148-2.
- mit Gerhard Kade: Abrüstung. Politische Voraussetzungen, sozioökonomische Folgen, Aufgaben der Wissenschaftler (= Kleine Bibliothek. Bd. 118). Im Auftrag des Bundes demokratischer Wissenschaftler mit einem Vorwort von Reinhard Kühnl, Pahl-Rugenstein, Köln 1978, ISBN 3-7609-0347-9.
- Geschichte und Organisation der UNO. Ein Studien- und Arbeitsbuch (= Kleine Bibliothek. Bd. 203). Pahl-Rugenstein, Köln 1980, ISBN 3-7609-0549-8.
- Medien und Gesellschaft (= Edition Universitas). Mit einem Geleitwort von Hansgeorg Gareis, Hirzel, Stuttgart 1990, ISBN 3-8047-1128-6.
- mit Thomas Jäger: Regionale Grossmächte. Internationale Beziehungen zwischen Globalisierung und Zersplitterung. Leske und Budrich, Opladen 1994, ISBN 3-8100-1206-8.
- mit Thomas Jäger: Japan, Europa, USA. Weltpolitische Konstellationen der 90er Jahre. Leske und Budrich, Opladen 1994, ISBN 3-8100-1114-2.
- mit Thomas Jäger: Demokratie und Entwicklung. Theorie und Praxis der Demokratisierung in der Dritten Welt. Leske und Budrich, Opladen 1997, ISBN 3-8100-1345-5.
- Krieg und Frieden. Prävention, Krisenmanagement, Friedensstrategien. Eine Einführung (= Uni-Studien Politik). Wochenschau Verlag, Schwalbach 2003, ISBN 3-89974-067-X.
- Die Außenpolitik Kanadas. Westdeutscher Verlag, Wiesbaden 2003, ISBN 3-531-14076-0.

- Seit den sechziger Jahren war er Mitherausgeber der Blätter für deutsche und internationale Politik.

Nicht-fachliche Veröffentlichungen
- Lola rast und andere schreckliche Geschichten. Mit Illustrationen von Anke Kuhl, Klett Kinderbuch, Leipzig 2009, ISBN 978-3-941411-01-2.